# Hypnobirthing
Hypnobirthing är en metod som används i samband med förlossning. Metoden innebär att den födande genom mentala förberedelser ska kunna försätta sig i ett meditativt tillstånd för att känna kontroll under förlossningen.
Den engelske läkaren Grantly Dick-Read lade grunden till hypnobirthing genom sin forskning och boken Childbirth without fear som publicerades 1942. Metoden vidareutvecklades sedan av bland andra den amerikanska hypnoterapeuten Marie Mongan. Hon började 1989 hålla kurser i tekniken som snabbt fick spridning. 1992 gav hon ut boken HypnoBirthing: The Mongan Method.
Mongan beskrev metoden som att den födande andades fram barnet genom födelsekanalen genom djup avslappning. Målet är att kvinnan ska känna tilltro till sin kropps förmåga. Genom förberedelser i form av andningsövningar, visualiseringar, musik och positiva affirmationer ska den födande kunna försätta sig själv i ett hyperfokuserat, meditativt och avslappnat tillstånd vid behov, vanligen i samband med förlossningen. Mongan liknade tillståndet vid dagdrömmande eller djupt fokus snarare än trans eller sömn.
1999 sände NBC News programmet Dateline ett inslag om hypnobirthing vilket gav metoden vidare spridning. Metoden har blivit mycket populär och Marie Mongan öppnade institutet HypnoBirthing International i Pembroke, New Hampshire som utbildar och certifierar barnmorskor, läkare och doulor. År 2021 hade institutet utbildat personal i 46 länder.
År 2016 genomförde forskningsnätverket Cochrane Collaboration nio kliniska prövningar på 3000 kvinnor och fann att det inte fanns tillräckligt med stöd för att med säkerhet avgöra om hypnos hjälper kvinnor att känna mindre smärta under förlossningen, eller om det hjälper dem att bättre klara av förlossningen. En annan klinisk prövning som publicerades 2015 i BJOG visade att hypnobirthing kan hjälpa kvinnor att känna sig mindre rädda och oroliga under förlossningen än de kanske har varit. Danska Anette Werner som forskat inom ämnet menar att kvinnor som använt sig av hypnobirthing-metoder upplever inte mindre smärta eller använder sig av mindre epiduralbedövning under förlossningen, men de har vanligen en positivare upplevelse av förlossningen och är mindre benägna att be om kejsarsnitt under följande förlossningar.